# Merengue
Cet article possède des paronymes, voir Méringue (danse) et Meringue.

Jaime Colson, Merengue, 1938.

Le merengue est un genre musical et une danse nés en République dominicaine (région de Cibao) vers 1800, et également interprétés par des artistes portoricains. Le genre est l'un des plus populaires en Amérique latine et dans de nombreuses villes aux États-Unis. Une des hypothèses serait qu'il viendrait d'une danse appelée la upa habanera qui comportait un pas de danse appelé « merengue », mais il pourrait provenir d'un rythme nommé « mangulina »[réf. nécessaire].
Le merengue est inscrit le 30 novembre 2016 sur la liste représentative du patrimoine culturel immatériel de l'UNESCO.

## Histoire
En France, Patrick Sébastien permet la découverte du merengue par sa reprise du titre El Venao qu'il a adapté en français sous le nom La Fiesta. Juan Luis Guerra fait connaître internationalement le merengue en 1990 avec Ojalá que llueva Café. Suavemente du portoricain Elvis Crespo est un des plus grands succès. Le camerounais Ange Ebogo Emerant, un patriarche de la musique camerounaise Bikutsi, séduit par la musique de Josco L'inquiéteur, l’introduit au sein du groupe musical Ozima où il participe activement dans la compilation Le Testament du Meringue en qualité de chanteur principal.
En 2004, Papi Sánchez, en mélangeant le merengue avec le rap, connait un succès international avec son titre Enamorame. Depuis 2009, on voit aussi apparaître un nouveau genre appelé merengue electronico, fusion de merengue et d'electro, le pionnier est Omega avec Que tengo que hacer (reprise de Daddy Yankee), et parmi les succès on compte Shakira et ses hits Loca (2010) puis Rabiosa (2011), Juan Magán et Bailando por ahi (2011); plusieurs tubes sont aussi remixés de cette façon comme Party Rock Anthem de LMFAO, Danza Kuduro de Don Omar et Lucenzo, et Tonight I'm Loving You.

## Caractéristiques
Le merengue folklorique (merengue típico ou perico ripiao) utilise un accordéon, une güira, une tambora et un petit tambour à double tête, parfois un marimba, ainsi que le bandurria avant que l'accordéon ne le supplante. 
Le merengue reste une danse de la campagne, critiquée par la bourgeoisie qui préférait la tumba francesa, jusqu'à ce que le dictateur Rafael Trujillo le déclare « danse nationale officielle ». Dans les années 1970, le merengue se modernise et, sous l'influence de la salsa, les groupes incorporent le piano, des cuivres (trombone) et des anches (saxophone), puis le synthétiseur et la basse électrique.

## Artistes notables
Ils comprennent : Fernando Villalona, Josco L'inquiéteur, Elvis Crespo, Fulanito, Juan Luis Guerra, Milly Quezada, Olga Tañón, Papi Sánchez, Rita Indiana, et Wilfrido Vargas.